# Walther Killy
Pour les articles homonymes, voir Killy (homonymie).
Walther Killy (né le 26 août 1917 à Bonn et mort le 28 décembre 1995 à Kampen (Sylt)) est un littéraire allemand. Il s'est fait connaître grâce à la publication du lexique littéraire Killy (de) et de la Deutsche Biographische Enzyklopädie (DBE).

## Biographie
Pendant son temps de soldat dans la Wehrmacht, qu'il passe principalement en France, Killy et son père Leo Killy (de) incitent Julius Petersen (de) et Friedrich Beißner (de) - à l'époque aux Archives Goethe et Schiller (de) à Weimar - à organiser une édition critique historique de Hölderlin durant l'hiver 1940-1941. À cette époque, Killy travaille sur sa thèse de doctorat La Tradition des poèmes de Hölderlin avec Petersen. Réhabilité à Tübingen en automne 1942, Beißner commence le travail à temps pour l'année du jubilé 1943. Comme Hölderlin est apprécié à l'époque du national-socialisme, cette entreprise bénéficie d'un large soutien de l'État.
Après avoir été prisonnier de guerre à Trinidad, il obtient son doctorat le 19 mars 1948 à l'Université Eberhard Karl de Tübingen avec une thèse intitulée image et mythe dans les poèmes de Hölderlin. Trois ans plus tard, il termine son habilitation à l'Université libre de Berlin avec une critique textuelle d'Hyperion d'Hölderlin. En 1955, il reçoit une chaire d'études allemandes à la FU. En 1961, il est transféré à l'Université Georges-Auguste de Göttingen. Élu recteur pour l'année académique 1967/68, il évoque les poèmes du jeune Bertolt Brecht dans son discours de rectorat. En 1966, il est élu membre à part entière de l'Académie des sciences de Göttingen.
De 1968 à 1970, il est président du comité fondateur de l'Université de Brême (recteur fondateur). En 1969, il est professeur invité à l'Université de Californie et à l'Université Harvard. En 1971, il est parti à l'Université de Berne, ce qui est présenté comme une fuite « du chaudron des problèmes universitaires en Allemagne » vers la Suisse. De 1978 à 1985, il est directeur du programme de recherche à la bibliothèque duc Auguste à Wolfenbüttel. Depuis 1979, il est membre à part entière de la société scientifique brunswickoise (de). Il reçoit le prix d'État de journalisme de Basse-Saxe (de) (1983) et le prix Sigmund-Freud pour la prose scientifique (1990).
Killy décède à Sylt à l'âge de 78 ans.
La bibliothèque universitaire de Magdebourg (de) a acquis la bibliothèque privée de Killy en 1996,. Cette collection spéciale comprend 6 414 titres des années 1557-1995. Une partie de la bibliothèque Killy est l'une des collections Paul Celan les plus précieuses en Europe avec de nombreux exemplaires dédicatoires et un exemplaire de la première édition Poetic Woods (1698) de Christian Gryphius (de). Toutes les publications de cette bibliothèque peuvent être consultées dans le catalogue de la Bibliothèque universitaire de Magdebourg.

## Éditeur
Walther Killy est l'éditeur de nombreux recueils et anthologies ainsi que l'initiateur et l'organisateur d'encyclopédies, y compris le dictionnaire littéraire de Bertelsmann, connu sous le nom de « Der Killy ». Une nouvelle édition entièrement revue est publiée par Walter de Gruyter depuis 2008. Killy travaille également sur l'édition Stuttgart Hölderlin publiée par Friedrich Beißner (de) et co-édite les œuvres de Georg Trakl.

## Travaux
Monographies
- Erinnerungen an Frankreich in den Kriegsjahren 1942-44 / Walther Killy; Anton Lüpkes; Wilhelmine Siefkes; maschinenschriftliches Manuskript
- Über des späteren Hölderlin Ansicht von der Geschichte. Handschrift. Trinidad (Colorado) 1945 (Umfang: 39 S.)
- Bild und Mythe <Variante: Mythos> in Hölderlins Gedichten. Phil. Diss. Tübingen [Maschinenschr.] 1948
- Studium Generale und studentisches Gemeinschaftsleben. Ein Bericht erstattet unter Benutzung örtlicher Erhebungen von Rolf Hildebrandt und Hans Lades. Duncker & Humblot, Berlin 1952.
- Wandlungen des lyrischen Bildes. Vandenhoeck & Ruprecht, Göttingen 1956 (spätere Aufl.:  (ISBN 3-525-34008-7)).
- Über Georg Trakl. Vandenhoeck & Ruprecht, Göttingen 1960.
- Deutscher Kitsch. Ein Versuch mit Beispielen. Vandenhoeck & Ruprecht, Göttingen 1961 (spätere Aufl.:  (ISBN 3-525-33181-9)).
- Wirklichkeit und Kunstcharakter. 9 Romane des 19. Jahrhunderts. Beck, München 1963.
- Über Gedichte des jungen Brecht (= Göttinger Universitätsreden. Heft 51). Vandenhoeck & Ruprecht, Göttingen 1967.
- Bildungsfragen. Beck, München 1971  (ISBN 3-406-02476-9).
- Elemente der Lyrik. Zweite, durchgesehene Auflage. Beck, München 1972  (ISBN 3-406-01735-5) [erste Auflage 1972; Neuausgabe: München: dtv, 1983  (ISBN 3-423-04417-9)].
- Schreibweisen – Leseweisen. Beck, München 1982  (ISBN 3-406-09086-9).
- Von Berlin bis Wandsbek. Zwölf Kapitel deutscher Bürgerkultur um 1800. Beck, München 1996  (ISBN 3-406-40391-3).

Éditions
- Zeichen der Zeit. Ein deutsches Lesebuch in 4 Bänden. Frankfurt a. M.; Hamburg: Fischer Bücherei, 1958–1962.
- zusammen mit Wolf-Hartmut Friedrich (de): Das Fischer-Lexikon. Teil 34: Literatur 1. Frankfurt am Main: Fischer-Taschenbuch-Verl., 1964.
- zusammen mit Hans Szklenar: Georg Trakl: Dichtungen und Briefe. Salzburg: O. Müller, 1970.
- Deutsches Lesebuch: Ein Lesebuch in 5 Bänden. Frankfurt a. M., Hamburg: Fischer-Bücherei, 1970.
- Epochen der deutschen Lyrik (10 Bände). München: dtv, 1974–1977.
- Die deutsche Literatur. Texte und Zeugnisse (7 Bände). München: Beck, 1967–1988.
- Literaturlexikon. Autoren und Werke deutscher Sprache (15 Bände). Gütersloh, München: Bertelsmann-Lexikon-Verl., 1988–1991 (CD-ROM: Berlin 1998  (ISBN 3-932544-13-7)).
- zusammen (ab Band 4) mit Rudolf Vierhaus: Deutsche Biographische Enzyklopädie. 13 Bände, München u. a.: Saur, 1995–2003  (ISBN 3-598-23160-1).